# Johan Joachim Agrell
Johan Joachim Agrell (ur. 1 lutego 1701 w Löth, zm. 19 stycznia 1765 w Norymberdze) – kompozytor szwedzki epoki późnego baroku.
Jego ojciec był księdzem. Chodził do szkoły w Linköping. Komponował na klawesyn i skrzypce. Studiował na uniwersytecie w Uppsali w latach 1721–1723, gdzie zgromadził muzyków uniwersyteckich w orkiestrę. Książę Maksymilian heski (Hesja-Kassel) miał usłyszeć jego grę w 1723 roku i zaprosił go do Kassel (Niemcy). Agrell pracował w Kassel do roku 1734, gdy kapelmistrzem (kapellmeister) został tam Włoch Chelleri (1737–1742), gdy Wilhelm VIII zastąpił Maksymiliana. W tym okresie Agrell wizytował Anglię, Niemcy i Włochy.
Problemy finansowe skłoniły Agrella do ubiegania się o zostanie kapelmistrzem w Norymberdze. Został nim w roku 1746 i odtąd kierował właściwie całym życiem muzycznym miasta. Dyrygował też orkiestrą w kościołach min. we Frauenkirche. We wrześniu poślubił śpiewaczkę Margarethę Förtsch, córkę miejscowego organisty.
Z okresu młodości Agrella znamy tylko jednego poloneza współtworzącego kolekcję wydrukowaną w 1746 r. Książę Adolf Fredrik de Holstein-Gottorp otrzymał w 1748 roku od Agrella Sei Sonate per Cembalo Solo (1748).
Większość znanych kompozycji Agrella wiąże się z jego niemiecką działalnością. Agrell komponował koncerty, sonaty i kantaty.